# Henri Brosselard-Faidherbe
Le capitaine Henri François Brosselard-Faidherbe (1855-1893) est un officier et un explorateur français.

## Biographie
Capitaine au  4e Régiment d'Infanterie de Ligne, attaché à l'État-major général du ministre de la Marine, Henri François Brosselard est né à Paris le 3 juin 1855.
Gendre du général Faidherbe, il est autorisé à accoler le nom de son beau-père au sien. Il meurt le 19 août 1893 à Coutances (Manche).

## Œuvres
- Les deux missions du Colonel Flatters en Afrique : récit historique et critique par un membre de la première mission, Paris, Dreyfous, 1884.
- Rapport sur la situation dans la vallée du Sénégal en 1886 : insurrection de Mahmadou-Lamine, 1888.
- La Guinée portugaise et les possessions françaises voisines, Lille, 1889, 116 p. (conférence, avec cartes).
- Les deux missions Flatters au pays des Touareg Azdjer et Hoggar, Paris, Jouvet, 1889, 304 p. (avec cartes).
- Rivières du Sud, Paris, Sous-secrétariat d'Etat des colonies, Imprimerie des Journaux officiels, 1891 (rapport).
- Casamance et Mellacorée. Pénétration au Soudan, Paris, Librairie illustrée, 1892, 106 p. (texte intégral ).